# Gustav Siegle

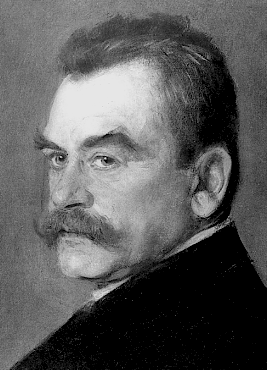
Gustav Siegle

Gustav Siegle, ab 1898 von Siegle, (* 2. Februar 1840 in Nürtingen; † 10. Oktober 1905 in Stuttgart) war ein deutscher Chemiker, Unternehmer, Gründer der Farbenfabrik G. Siegle & Co. und Mitgründer der BASF, der sich auch politisch und sozial engagierte. Er war Abgeordneter im Deutschen Reichstag, auf ihn gehen ein Krankenhaus in Feuerbach und das Stuttgarter Gustav-Siegle-Haus zurück.

## Der Unternehmer

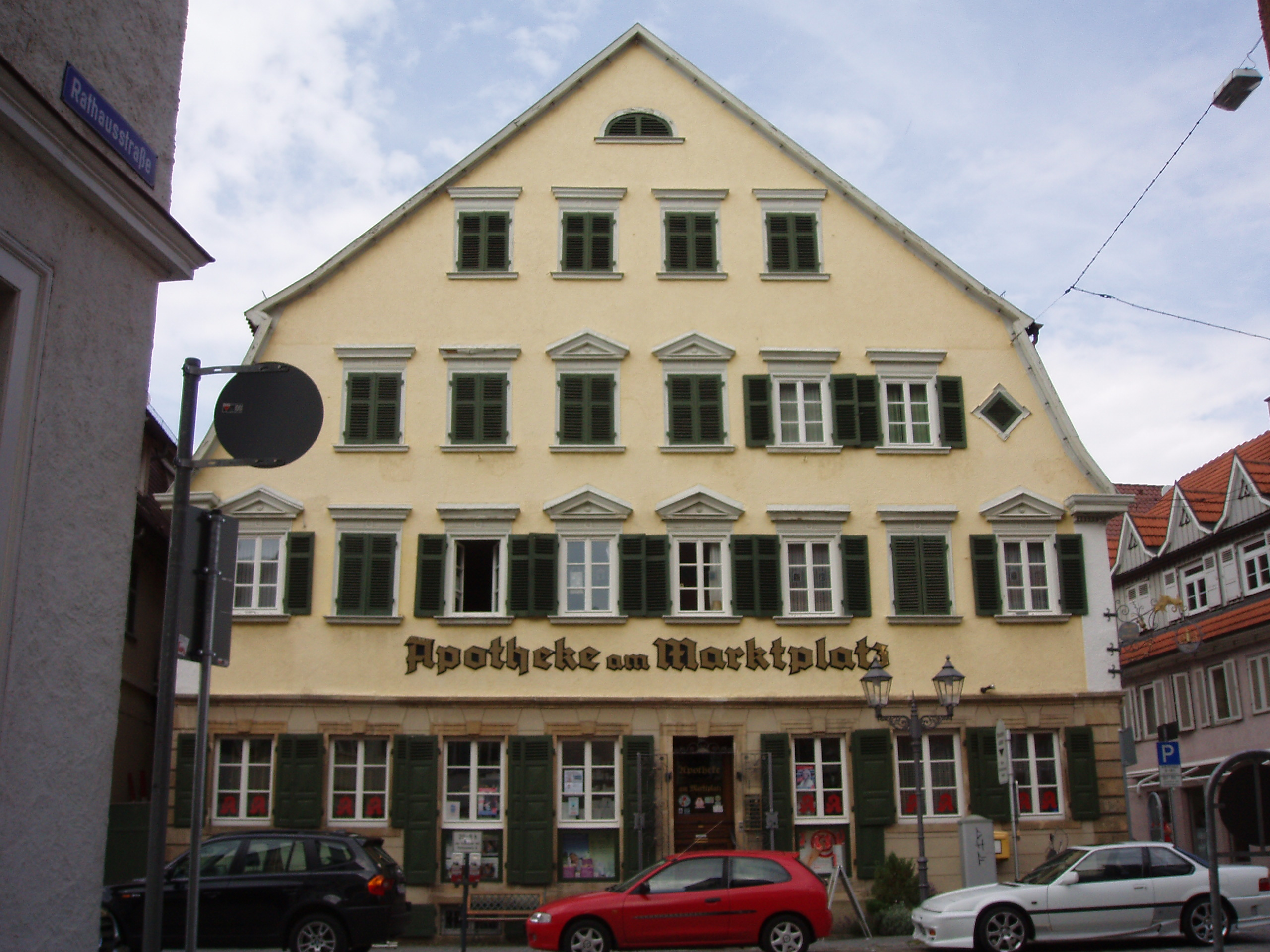
Siegles Geburtshaus

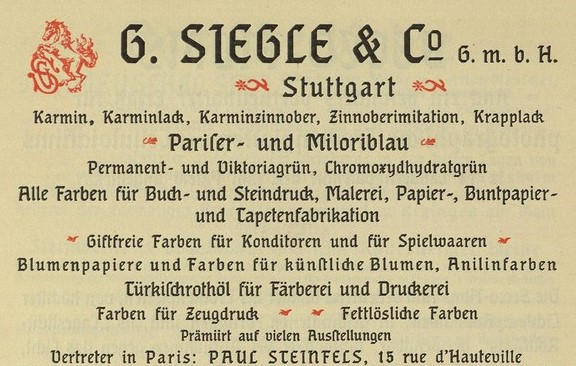
Siegle auf der Weltausstellung Paris 1900

Gustav Siegle war ein Sohn des Nürtinger Apothekers und Fabrikanten Heinrich Siegle (1815–1863), der seinerseits aus einer alten Ditzinger Müllerfamilie entstammte. Der Vater betrieb ab 1842 eine kleine Farbenfabrik – zunächst in München, ab 1848 in Stuttgart –, die er seinem Sohn vererbte. Siegle studierte Chemie am Polytechnikum Stuttgart und trat 1857 in das väterliche Unternehmen ein. Zur fachlichen Weiterbildung unternahm er Auslandsreisen, die ihn unter anderem nach Russland und in die USA führten. Nachdem er 1862 die Leitung des Unternehmens übernommen hatte, experimentierte er vor allem mit den 1856 von William Henry Perkin entdeckten Teerfarben (Anilinfarben) und weitete die Produktion aus. 1873 brachte er sein Unternehmen gemeinsam mit dem des Farbenfabrikanten Rudolf Knosp in die Badische Anilin- und Soda-Fabrik (BASF) ein, die 1865 von Friedrich Engelhorn gegründet worden war.
Siegle übernahm bei der BASF die Leitung der Verkaufsabteilung, deren Sitz sich damals in Stuttgart befand. Siegle brachte seine eigenen umfangreichen Handelsbeziehungen ein und führte die BASF damit zu großem wirtschaftlichen Erfolg. Von 1873 bis 1887 gehörte er dem Vorstand der BASF an, danach bis 1905 dem Aufsichtsrat. 1889 löste Siegle die Bindung seines Unternehmens mit der BASF wieder auf und gründete in Feuerbach (das erst 1933 nach Stuttgart eingemeindet wurde) unter der Firma G. Siegle & Co. in der Rechtsform einer Offenen Handelsgesellschaft eine neue Farbenfabrik. Sie war auf die Herstellung von Mineral- und Lackfarben spezialisiert und wirtschaftlich sehr erfolgreich. Siegle stieg dadurch zu einem der reichsten Männer Württembergs auf und erwarb auch Beteiligungen an zahlreichen anderen Unternehmen, u. a. war die Familie Siegle lange Mehrheitsaktionär der Württembergischen Metallwarenfabrik (WMF). Siegles 1889 gegründetes Unternehmen wurde 1970 aus dem Eigentum seiner Nachkommen von der BASF erworben.

## Der Politiker

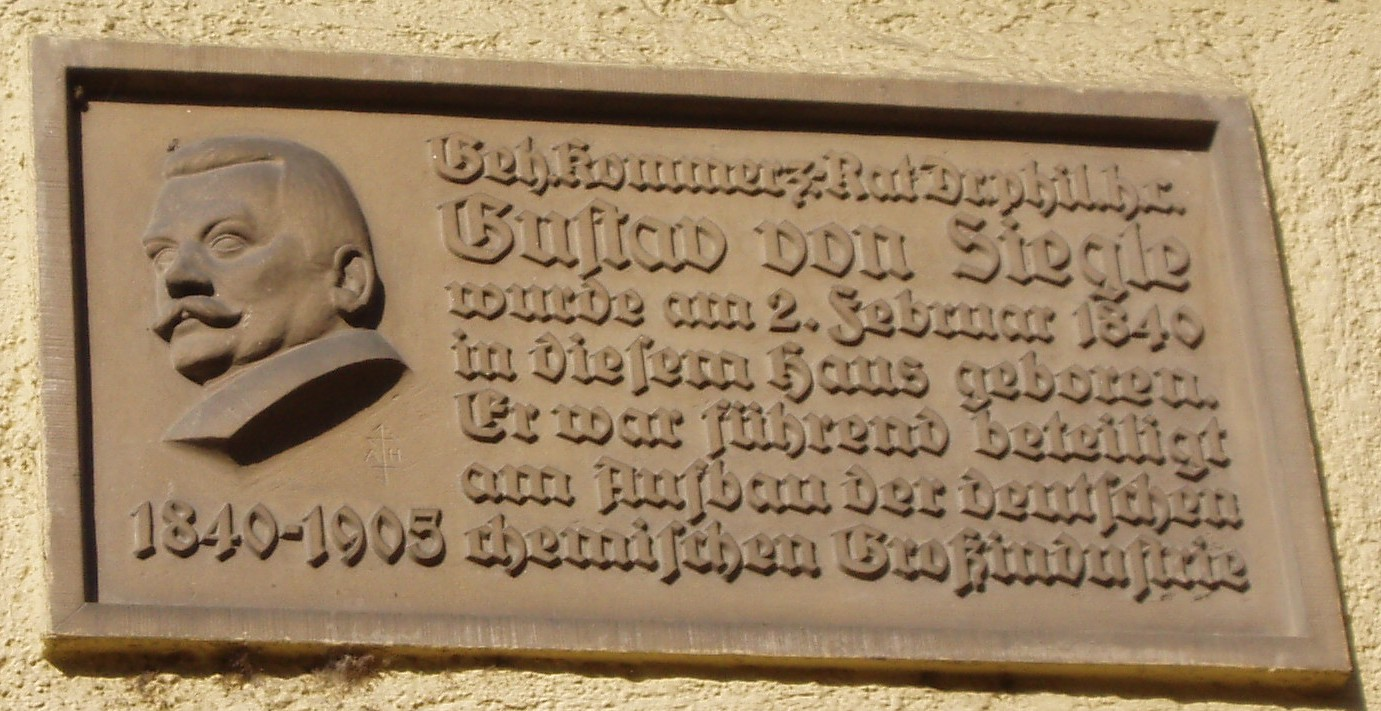
Gedenktafel am Geburtshaus

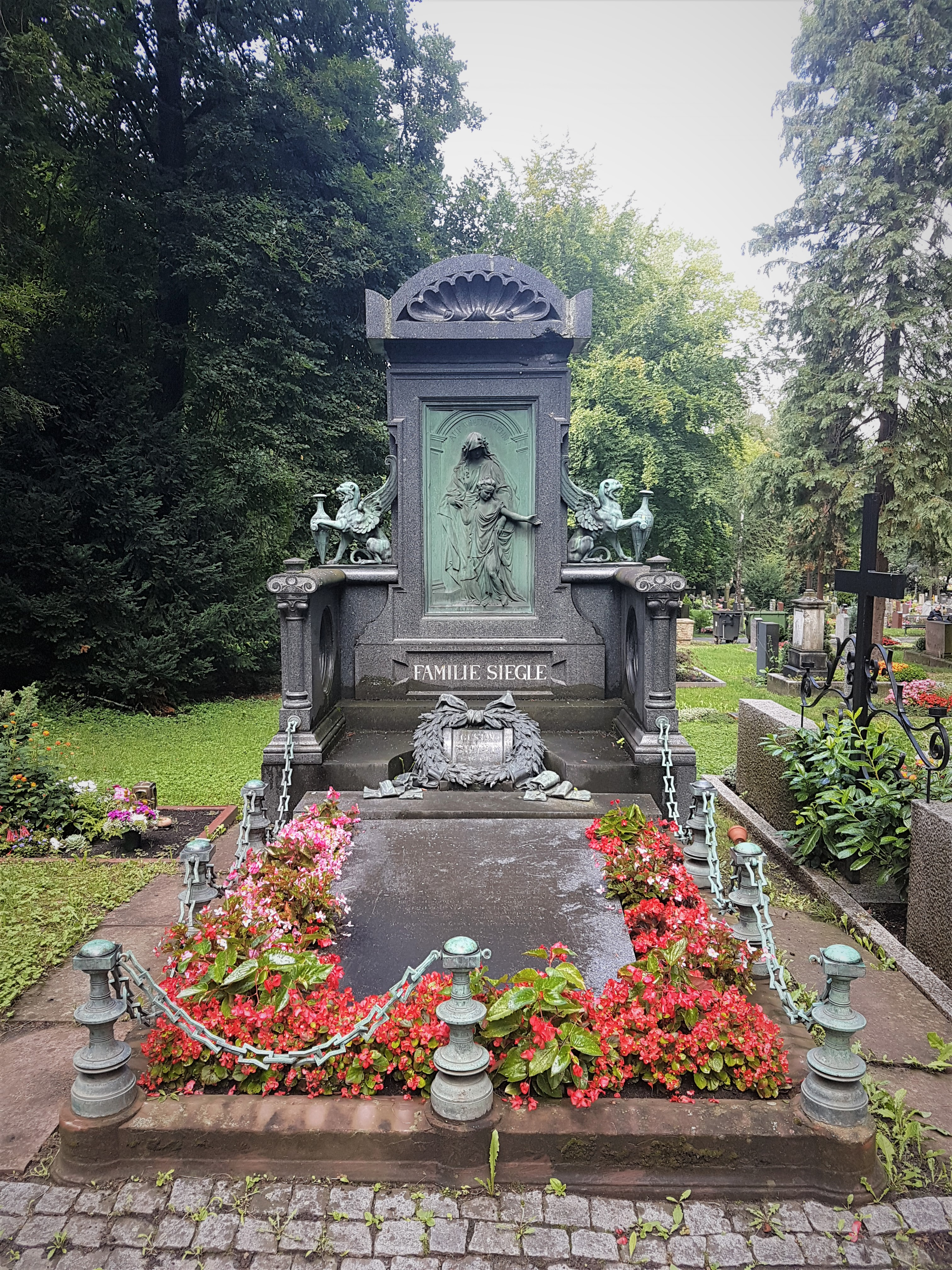
Grabstätte auf dem Stuttgarter Fangelsbachfriedhof

Von 1868 bis 1870 gehörte Gustav Siegle dem Stuttgarter Bürgerausschuss an und war ein starker Befürworter der deutschen Reichsgründung unter preußischer Führung. 1887 wurde Siegle in Stuttgart für die Nationalliberalen, die in Württemberg als Deutsche Partei organisiert waren, in den Deutschen Reichstag gewählt und behielt dieses Mandat bis 1898. Er vertrat den Wahlkreis Württemberg 1 (Stuttgart Stadt und Amt).

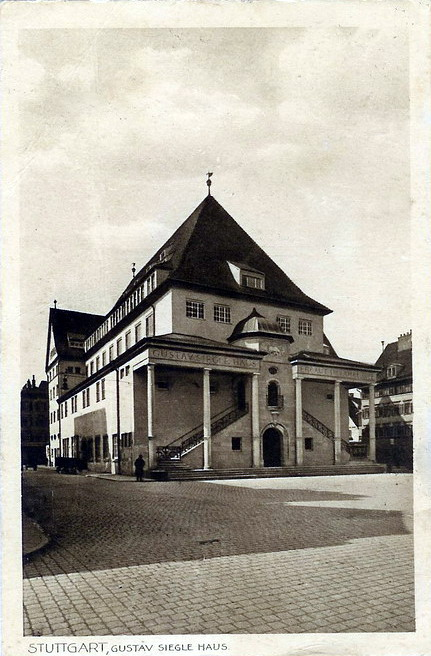
Gustav-Siegle-Haus, 1914

## Ehrungen
- 1871 wurde Gustav Siegle als Führer einer Sanitätskolonne mit dem Olga-Orden ausgezeichnet.[3]
- 1883: Ernennung zum Geheimen Kommerzienrat
- 1897: Ehrendoktorwürde (Dr. phil. h. c.) der Eberhard Karls Universität Tübingen
- 1898 erhielt er das Komturkreuz des Ordens der Württembergischen Krone,[4] das mit dem persönlichen Adel verbunden war.

## Der Förderer
Als Mäzen stellte er der Stuttgarter Stadtverwaltung Anfang der 1890er-Jahre 50.000 Mark zur Verfügung, um mittelständischen Gewerbetreibenden (vor allem Weingärtnern) zinsgünstige oder zinslose Kredite zu gewähren. 1893 finanzierte er den Bau des ersten Krankenhauses in Feuerbach, um die Gesundheitsversorgung zu verbessern. Auf ihn geht die 1907 (zwei Jahre nach seinem Tod) mit einem Kapital von 500.000 Mark gegründete Gustav-Siegle-Stiftung zurück, die 1912 das Gustav-Siegle-Haus in Stuttgart eröffnete. Haus und Stiftung haben zum Ziel, ohne Unterscheidung religiöser und politischer Richtungen der Volksbildung zu dienen.
Siegle war Vorstandsmitglied des Deutschen Kolonialvereins (DKV), Vorsitzender der Sektion Schwaben des DKV und Mitbegründer der Deutschen Kolonial-Gesellschaft für Südwest-Afrika. Dem Württembergischen Verein für Handelsgeographie und die Förderung deutscher Interessen im Ausland schenkte er eine Sammlung afrikanischer Produkte und Gegenstände aus den Besitzungen Friedrich Colins im heutigen Guinea.
Eine schwere Krankheit zwang Gustav Siegle, sich aus dem wirtschaftlichen und politischen Leben zurückzuziehen. Er starb im Alter von 65 Jahren. Sein Grab befindet sich auf dem Stuttgarter Fangelsbachfriedhof.

## Familie
Siegle war seit 1862 mit Julie Pauline Wetzel, einer Tochter des Badhotelpächters Robert Wetzel (* 16. November 1818 in Tübingen; † 23. Dezember 1878 in Bad Wildbad) aus Wildbad und dessen Ehefrau Wilhelmine Elisabeth, geb. Wagner verheiratet. Aus der Ehe gingen sechs Kinder hervor:
- Elisabeth Margarethe Julie Siegle (1863–1877)
- Heinrich Robert Siegle (1865–1866)
- Margarete Siegle (1867–1934), verheiratet ab 1887 mit Karl von Ostertag-Siegle, Aufsichtsratsmitglied der BASF und Gesellschafter der Siegle-Farbenfabrik
- Emma Siegle (1870–1897)
- Gabriele Siegle (1872-), verheiratet ab 1892 mit dem Parapsychologen Albert von Schrenck-Notzing. Der Publizist Caspar von Schrenck-Notzing ist ein Enkel des Paars.
- Dora Siegle (1877-), verheiratet ab 1896 mit Fritz von Gemmingen-Hornberg. Die beiden erbten Siegles umfangreichen Besitz in der Oberpfalz.

Das Jahrbuch der Millionäre in Württemberg mit Hohenzollern listet unter den 20 reichsten Württembergern des Jahres 1914 neben Siegles Witwe Julie auch die beiden Schwiegersöhne Fritz von Gemmingen und Karl von Ostertag, deren gemeinsames Vermögen von rund 30 Millionen Mark nur wenig niedriger als das des württembergischen Königs Wilhelm II. (36 Mio. Mark) war.

## Bekannte Mitarbeiter
- Hermann Losch